# Trong Đế chế Thứ Ba
Trong Đế chế Thứ Ba (tiếng Đức: Erinnerungen; "Các ký ức") là một cuốn hồi ký được viết bởi Albert Speer, Bộ trưởng Vũ trang của Đức Quốc Xã từ năm 1942 đến năm 1945, phục vụ như là "kiến trúc sư chính" của Hitler. Nó được coi là một trong những mô tả chi tiết nhất về các hoạt động bên trong lãnh đạo của Đức quốc xã nhưng gây tranh cãi vì thiếu đề cập đến tội ác của Đức quốc xã. Cũng như các câu hỏi liên quan đến mức độ hiểu biết và liên hệ của ông với họ. Cuốn sách xuất bản lần đầu tiên vào năm 1969, nó được dịch sang tiếng Anh trong năm 1970.

## Hoàn cảnh ra đời
Tại Tòa án Nuremberg, Albert Speer đã bị kết án 20 năm tù cho việc sử dụng tù nhân trong các nhà máy vũ khí với tư cách là Bộ trưởng Vũ trang của Đệ Tam Đế chế. Từ năm 1946 đến 1966, trong khi thụ án tại nhà tù Spandau, ông đã viết hơn 2.000 các trang bản thảo hồi ký cá nhân. Bản thảo đầu tiên đã được viết từ tháng 6 năm 1953 đến 26 tháng 12 năm 1954. Sau khi phát hành ngày 1 tháng 5 năm 1966, ông sử dụng tài liệu Lưu trữ Liên bang để làm lại chi tiết vào cuốn tự truyện của mình. Ông đã được hỗ trợ bởi Wolf Jobst Siedler, Ullstein và Propylaen, và Joachim Fest.

## Tổng quát
Trong Đế chế Thứ Ba bắt đầu thời thơ ấu của Speer, trước khi trở thành trợ lý của Heinrich Tessenow ở Đại học Kỹ thuật của Berlin. Speer lần đầu tiên nghe Hitler diễn thuyết tại một địa chỉ kết hợp sinh viên và giảng viên của Đại học Berlin và học viện của ông. Speer trở nên hy vọng khi Hitler giải thích bằng cách nào cộng sản có thể được ngăn chặn và Đức có thể phục hồi về kinh tế. Speer gia nhập Đảng Quốc xã vào tháng 1 năm 1931. Ông nói, "tôi đã không chọn đảng quốc xã, nhưng trở thành một tín đồ của Hitler, người đã chinh phục và chạm tới tôi ngay từ lần đầu tiên tôi gặp và đã giải phóng tôi."
Sở hữu một chiếc xe, Speer gia nhập Quốc gia Xã hội Cơ Quân lục chiến, và trở thành người đứng đầu của Wannsee. Sau đó ông đã được giao nhiệm vụ trang trí lại Khu trụ Sở West End (TâyKreisleitung) tại Grunewald thuộc Trụ Sở chính Quận Berlin, và sau đó là Bộ tuyên truyền của Goebbels. Tuy nhiên, đó là công việc của Speer tại ngôi nhà của Goebbels, hoàn thành trong hai tháng, công việc trang trí của ông ấy cho cuộc biểu tình ban đêm vào ngày 1 Tháng 5 tại Tempelhof Field, và Party Rally tháng 7 năm 1933 tại  Zeppelin, đã thu hút sự chú ý của Hitler. Trong khi hỗ trợ Paul Troost trong việc chuẩn bị chỗ cư trú cho lãnh tụ tại Berlin, Hitler mời ông ăn tối, ngồi bên cạnh mình. Hitler đã chọn Speer 28 năm tuổi là kiến trúc sư trẻ, những người có thể thực hiện với kế hoạch xây dựng "xa hơn vào tương lai.":52–66
Sự ủy quyền kiến trúc lớn đầu tiên của Speer đến vào năm 1934 khi ông thiết kế khán đài tại Zeppelin Field. Dựa trên Pergamon Altar, điều này và các dự án xây dựng đã được thiết kế để truyền  sức mạnh của Hitler cho thế hệ tương lai. Ông nói, "Hitler bây giờ coi tôi như một thành viên thân thiết của mình." Speer sau đó sẽ mặc một đồng phục đảng, và được bổ nhiệm thành viên của Abteilungsleiter  của Hess và Goebbels. Speer đã nói rằng "nhà thờ ánh sáng" của ông ấy tại Zeppelin là "kiến trúc phát quang đầu tiên  của nhân loại," và "khái niệm kiến trúc đẹp nhất...chỉ có một mà đã sống sót sau thời gian trôi qua." Kế hoạch Nuremberg của Speer đã được trao giải Grand Prix vào năm 1937 tại Paris World's Fair, và ông ấy nhận được một huy chương vàng cho thiết kế của ông ấy về "German pavilion " .:96–100,112,130
Vào ngày 30 tháng 1 năm 1937, Speer đã được ủy nhiệm thành Generalbauinspektor, và chịu trách nhiệm cho việc thực thi kế hoạch kiến trúc của Hitler cho Berlin. Vào tháng 1 năm 1938, Hitler đã đưa Speer nhiệm vụ xây dựng Nhà trụ sở mới của nước Đức. Trong lời nói của Speer, nó là "một kiến trúc sân khấu của thiên hoàng." Tuy nhiên, dự án kiến trúc yêu thích của Hitler  với Speer là  kế hoạch xây dựng lại Berlin, Welthauptstadt Germania.:119–129,157,195–210
Năm 1942, Hitler bổ nhiệm Speer là Bộ trưởng Vũ Trang mới, sau cái chết của Fritz Todt trong một tai nạn máy bay. Điều này bao gồm trách nhiệm cho các công tác xây dựng như Organization Todt. Với Speer,sản xuất vũ khí Đức  được cải thiện. Ông thông qua "công nghiệp tự chịu trách nhiệm" ủng hộ bởi Walther Rathenau. Với Speer,  "một nhà máy tập trung vào việc sản xuất chỉ có một mục, nhưng tối đa số lượng." Ông cũng đặt hợp đồng bảo đảm để đảm bảo sản xuất được duy trì ở mức độ hiệu quả. Mặc dù đồng minh tiếp tục ném bom, sản xuất vũ khí của Đức tiếp tục tăng theo kế hoạch của Speer như dự đoán của Rathenau, "tăng gấp đôi sản xuất mà không làm tăng thiết bị hay chi phí nhân công." Chỉ số trung bình cho sản xuất vũ khí đi từ một giá trị của 98 trong năm 1941, đến đỉnh cao  322 vào tháng 7 năm 1944. Speer phát biểu rằng ông "áp dụng những phương pháp của lãnh đạo dân chủ kinh tế", trong khi các đồng minh "di chuyển theo hướng ngược lại." Đặc biệt. ông tuyên bố người Mỹ giới thiệu "một độc đoán đông cứng vào cấu trúc công nghiệp..." Qua việc giao trách nhiệm và ủy quyền, Speer "cho phép tranh cãi để được nói trước khi họ đưa ra một quyết định." Vân, sản xuất vũ khí không bao giờ vượt quá những gì Đức đạt được trong chiến Tranh thế Giới thứ nhất,Speer nói, vì "quá nhiều quan liêu, mà tôi đã chiến đấu trong vô vọng." Vâng,Speer nói, "...khả năng của chúng ta để sản xuất nhiều hơn và nhiều hơn nữa, mặc dù các cuộc tấn công trên không phải là một trong những lý do rằng Hitler đã không thực sự nghiêm túc trong không chiến trên đầu nước Đức.":274–280,292–296,299,409
Ngày 2 tháng 9 năm 1943, Speer được đặt là Bộ trưởng của Đế Chế Sản Xuất vũ Khí và Chiến tranh.:378
Vào ngày 18 Tháng 1 năm 1944,  đau đớn và sự thiếu sức mạnh đến với Speer tại Hohenlychen Sanatorium  dưới sự chăm sóc của Tiến sĩ Karl Gebhardt, một người bạn thân thiết của Himmler. Tình hình của Speer trở nên nghiêm trọng,dẫn tới việc Tiến sĩ Karl Brandt thay thế Gebhardt và Tiến sĩ Friedrich Koch. Speer nghi ngờ Himmler của muốn ông bị cách ly trong các bệnh viện càng lâu càng tốt, nếu không hoàn toàn chết. Speer cuối cùng đã rời bệnh viện vào ngày 17 Tháng 3. Trong thời gian này, xa khỏi Hitler, Ông nói, "tôi đã không còn xem  như là Bộ trưởng yêu thích của Hitler  và một trong những người kế nhiệm của ông- lời thì thầm của Bormann, và một vài tuần bệnh đã đưa tôi ra khỏi đường chạy." 
Trong quá trìng bệnh tật và phục hồi của mình, Bormann và Himmler Goering âm mưu làm suy yếu sự tin tưởng của Hitler vào Speer. Ông yêu cầu từ chức, nhưng xem xét lại khi Walter Rohland cầu xin anh vào ngày 20 tháng 4 năm 1944,ông vẫn còn ở lại. Speer đã nói "một cảm giác trách nhiệm với đất nước này và nhân dân  để cứu càng nhiều càng tốt nền công nghiệp của chúng ta,  vì vậy mà các quốc gia có thể sống sót sau khi chiến tranh thất baih." Speer trở lại làm việc ở Berlin vào ngày 8 Tháng năm 1944.:440–450,452–459,468
Tháng Chín năm 1944, Speer đã vỡ mộng với chiến tranh, Đảng quốc xã và Hitler. Ông nói, "Nếu Hitler đã có bạn bè nào, tôi sẽ chắc chắn là một người bạn thân nhất." Mặc dù là một trong số ít người ở gần Hitler cho đến khi kết thúc, ông "cắt xén" của Hitler chính sách cháy xém mặt đất  của Hitler để ngăn chặn sự hủy diệt hoàn toàn của Đức và lãnh thổ bị chiếm đóng.
Trong một thời gian từ tháng Hai đến tháng Ba năm 1945, Speer xây dựng một kế hoạch để loại bỏ Hitler, Bormann, và Goebbels Ley. Kế hoạch này liên quan đến việc tiêm thuốc độc khí vào hệ thống thông gió của trụ sở. Tuy nhiên, kế hoạch không bao giờ hoàn thành, theo lời Speer, do khó khăn trong việc mua một khí độc phù hợp,sự tuần tra của lính SS trên mái nhà, và 10 foot của ống khói thông gió. Mặc dù Speer nói ông "đã sống thiếu suy nghĩ trong vụ giết người", nó là đoạn trong Mein Kampf, mà cảm hứng mà Speer xem xét giết Hitler. Tuy nhiên, Ông thú nhận, "tôi không bao giờ có thể phải đối mặt Hitler với khẩu súng trong tay. Mặt đối mặt, sức mạnh ma thuật của ông đối với tôi là quá tuyệt vời cho tới cái ngày cuối cùng.":574–577
Ông mô tả chuyến thăm cuối cùng của ông với Hitler trong tháng tư 1945. Hitler lắc tay, khiến khó khăn để viết một cách rõ ràng. Speer nói rằng Hitler "chân tay run rẩy, ông đi cúi, với bước chân kéo." Như kế hoạch cuối cùng của Hitler", tôi đã được lệnh rằng tôi được hỏa táng. Fraulein Braun muốn rời khỏi cuộc sống này với tôi, và tôi sẽ bắn con chó trước. Tin tôi đi, Speer, nó rất dễ dàng đối với tôi để kết thúc cuộc sống của tôi. Một thời gian ngắn, và tôi mất tất cả mọi thứ, giải phóng tôi khỏi đau đớn này.":587,629,640
Phần chính của cuốn sách kết thúc khi Speer gia nhập Chính phủ của Karl Dönitz ở Schleswig-Holstein, nhận được tin cái chết của Hitler. Tiếp theo là  kết thúc của cuộc chiến ở châu Âu và dẫn đến Tòa án Nuremberg trong đó, Speer bị kết án 20 năm tù cho hành động của mình trong chiến tranh.:651,674,696

## Mô tả về hệ thống cấp bậc của Đức Quốc Xa
Ông đã mô tả tính cách của nhiều sĩ quan đức quốc xã, bao gồm cả Joseph Goebbels, Göring, Himmler, Rudolph Hess, Martin Bormann, và, tất nhiên, bản thân Hitler. Goering, Goebbels, Bormann, và Himmler là bậc thầy của "phương pháp dối trá". Như Hitler, Ông quan sát cái mà ông mô tả "những tình huống khó khăn mà anh ta đã từng tham gia và trong đó có một số sự kiện may mắn đã một lần nữa và một lần nữa cứu anh ta. Các bài học là: Bạn không bao giờ bỏ cuộc." Ông đã nói riêng cho Hitler sau sự kiện  Khôi Phục Rhineland, "Chúng ta sẽ tạo nên một đế chế vĩ đại. Tất cả công dân Đức sẽ được bao gồm trong đó. Nó sẽ bắt đầu ở Na Uy và mở rộng đến Bắc Ý. Bản thân tôi phải mang thứ này ra." Sự hiện diện của Eva Braun, Hitler đã nói, "Một người đàn ôngthông minh nên có một người phụ nữ ngu ngốc....Tôi có thể không bao giờ kết hôn. Bên cạnh đó,  cơ hội mỏng cho một ai đó giống như tôi  khả năng có một con trai." Về phía Bormann,Speer nói, "ngay cả trong số rất nhiều người đàn ông tàn nhẫn, ông nổi lên bởi sự tàn bạo và thô tục của mình.":55,71,78–79,83,105,115–116,138,188
Hitler chấp nhận "nhiều cuộc hôn nhân tốt đẹp" trong đoàn tùy tùng của ông, theo Speer "Goebbels cũng đã có nhiều hôn nhân." Bao gồm một với Lida Baarova, cái thúc đẩy Magda Goebbels để tìm kiếm một ly hôn cuối cùng vì vậy, cô ấy có thể kết hôn với Karl Hanke. Hitler, tuy nhiên, ngăn chặn điều này.:214,218–220
Đề cập đến Goering, Ông nói, "bất cứ Khi nào ông ấy đã làm điều gì, ông ta thường tạo ra một tổng cộng sự nhầm lẫn, kể từ khi ông không bao giờ lấy rắc rối ra để làm việc với những vấn đề, mà làm trên cơ sở của những nguồn cảm hứng bốc đồng. Goering "gia tăng bộ sưu tập nghệ thuật trong chiến tranh của mình, bằng bất cứ phương tiện nào." Tại Karinhall, Goering trưng bày "những bức tranh có giá trị trên ba và bốn tầng", và có "bộ sưu tập  kim cương và đá quý khác, rõ ràng là có giá trị hàng trăm ngàn mark." Khi Quân đến thăm Goering tại nhà mùa hè của mình ở Obersalzberg, Speer nói ông rất ngạc nhiên bởi Goering  "sơn móng tay và rõ ràng là trang điểm mặt," nhưng không phải  "bộ ruby quá khổ trên chiếc áo choàng màu xanh lá cây nhung," như Goering "lấy một số đá quý từ túi của mình và tinh nghịch để cho lướt qua các ngón tay của mình." Goering đảm bảo rằng Hitler "không có máy bay thù địch nào vào Đức." Ngoài ra, "Cho dù lúc bắt đầu Goering đã đẩy các Kế Hoạch Bốn Năm tuyệt vời, đến năm 1942 ông nói chungchậm chạp và rõ ràng không thích làm việc." Mặc dù Speer là "Bộ trưởng Vũ Khí trong Kế Hoạch Bốn Năm ", "nhờ sự lơ là của Goering," Speer đã có thể để "làm việc một cách tự do và không bị cản trở.":225,255–256,262,289–291,358
Ông nói "Himmler đã có một danh tiếng cho sự tàn nhẫn, lạnh lùng. Không ai dám cãi nhau với ông ta nghiêm túc." Mặc dù  "niềm tin về một chủng tộc Đức thuần chủng, một nhãn mác tinh hoa, và một phân loại của quan niệm thức ăn bổ dưỡng." của Himmler:183,448
Ông đã mô tả Hitler như một người nghiệp dư và tự học, "Bỏ qua bất kỳ ý nghĩa của sự phức tạp của mọi nhiệm vụ vĩ đại, ông mạnh dạn cho một chức năng khác."  "Sự thiếu hiểu biết của các quy tắc của trò chơi và ra quyết định,"  ông thành công quân sự, nhưng sau đó, sự thiếu hiểu biết của mình trở thành một thiếu năng lực. "Các xu hướng hoang dã quyết định đã được sở trường của ông, bây giờ nó đẩy nhanh sự sụp đổ của ông." "Trí nhớ của Hitler về số liệu là ác mộng cho đoàn tùy tùng của ông," nhưng "ông cảm thấy không chắc chắn khi ông đối mặt với một chuyên gia kỹ thuật." Hơn nữa, Speer mô tả Hitler như một người "có vô số các nhân cách,từ một người có ý thức sâu sắc với trách nhiệm của mình  đến một người ghét bỏ nhân loại tàn bạo." Ông nói rằng con chó của Hitler  là " sinh vật duy nhất tại trụ sở làm nhấp nháy cảm giác con người trong Hitler." Nhưng, Speer cũng nói Hitler đã có "năng lượng ma thuật, ông vẫn có thể tỏa sáng  hầu như không hề suy giảm sức lực," và "Hitler vẫn tiếp tục chứng minh bản năng của mình để xử lý người khác...":249,320–322,409–412,462,464
Công việc hàng ngày của Hitler ở Obersalzberg bao gồm việc xuất hiện lúc 11 giờ sáng cho bản tóm tắt và báo cáo từ Bormann và một bữa tối kéo dài. Tiếp theo là đi bộ đến các quán trà, nơi Hitler sẽ bắt đầu độc thoại vô tận, đôi khi rơi vào giấc ngủ. Lúc 6 giờ chiều, sau hai giờ uống trà, tất cả mọi người sẽ trở lại Berghof cho bữa ăn tối. Đoàn tùy tùng nghỉ ngơi tại thẩm mỹ viện, nơi họ sẽ xem một bộ phim, (như Hitler đã làm ở Berlin), tiếp theo là tập trung xung quanh lò sưởi. Các bộ phim thường giống nhau, mặc dù các bộ phim nước ngoài thường xuyên được chiếu", bao gồm cả những bộ phim được giữ lại ở đức." Trong chiến tranh, ghi chép hồ sơ sẽ thế phim ảnh. Vào 2 giờ sáng Braun và Hitler sẽ nghỉ ngơi trong khi các vị khách còn lại uống rượu sâm banh và cognac. Ông gọi nó là một " lãng phí thời gian liên tục.":71,139–144
Thói quen của Hitler tại Berlin cũng tương tự, theo Speer. Hitler "nở muộn vào cuối buổi sáng... nhưng từ sau bữa ăn tối ông  lãng phí thời gian nhiều hoặc ít hơn cho đến giờ đầu tiên của buổi tối." Trong hồi ký Speer công khai tự hỏi chính xác khi nào Hitler bao giờ tìm thấy thời gian để làm bất cứ điều gì quan trọng, "Khi, tôi thường tự hỏi bản thân mình, ông ta thực sự đã làm việc?" Ông nghĩ rằng Hitler đã có một "nghệ thuật khí", "lãng phí thời gian làm việc." Ở những bữa ăn tối, Hitler đã nói với khách  của mình "cha tôi thường xử lý tôi khó khăn. Hơn nữa, tôi nghĩ đó là cần thiết và giúp tôi.":185,191–195
Theo Speer,vào mùa xuân 1942,ông ta " phải kết thúc trong thời gian ngắn nhất, nếu không, Đức sẽ thua cuộc chiến. Chúng ta phải giành chiến thắng nó vào cuối tháng 10, trước khi mùa đông Nga bắt đầu, hoặc chúng tôi đã mất nó một lần cho tất cả." Điểm quyết định đã tới "với các vòng vây của Quân đoàn Thứ Sáu ở Stalingrad, sự hủy diệt của Tập đoàn quân Châu Phi,sự thành công của Đồng Minh hoạt động đất ở Bắc Phi, và những cuộc không kích khủng khiếp đầu tiên vào nước Đức." Tuy nhiên, vào mùa thu năm 1942, "chiến tranh liên tục đã bắt đầu." Trong chiến dịch tấn công năm 1942, Hitler đã tranh luận với Wilhelm Keitel, Alfred -và Franz Halder, mối quan hệ đã rất căng thẳng đến nỗi Speer nói Hitler "từ chối bắt tay họ hay đến dùng bữa tối với họ ở chung bàn...các mối quan hệ thân thiết Hitler đã có với cộng sự đã tan vỡ." Ông nói rằng Hitler, "sự khuất phục của tướng" có nghĩa là "nó đã trở thành hầu như không thể tranh cãi Hitler ở những câu hỏi quan trọng." Keitel đã trở thành một "hèn hạ nịnh bợ", và Hitler tìm lời khuyên của hắn,theo Speer, như một người "đã nhìn thấy tình hình một cách lạc quan hơn và lạc lõng hơn chính ông.":300–301,333,338–339
Tương tự,Speer đã khắc họa  chân dung vô cùng không tốt của chính phủ đức quốc xã. Vì Hitler do dự và niềm tin rằng đấu tranh dẫn đến sức mạnh, chính phủ đã không bao giờ phối hợp đúng cách. Nhóm và cá nhân đôi khi được giao cùng một nhiệm vụ, và Hitler từ chối để làm rõ luật. Speer nói Hitler, "bằng cách đó,một công việc mạnh mẽ hơn." Ngoài ra, ông nói, "chỉ sau chín năm mà quy tắc của các lãnh đạo đã quá bị hỏng, rằng ngay cả trong giai đoạn quan trọng trong chiến tranh, nó không thể trở lại sự sang trọng của cuộc sống. Tôi đã bị xúc phạm khi các nhà lãnh đạo tiếp tục được miễn từ bất kỳ sự hy sinh mà họ mong đợi từ người dân,rằng họ thiếu thận trọng chi tiêu  tài sản và cuộc sống,rằng họ theo đuổi mưu đồ bẩn thỉu của họ; thấy mình là hoàn toàn trái với đạo đức, ngay cả đối với nhau.":291,295,303,467–468
Vào mùa thu năm 1943, ông nói rằng Hitler đã thay đổi, thay vì "cơn gió của hoạt động,với phép thuật và lười biếng ở giữa," Hitler làm việc vất vả hàng ngày. Hitler "làm việc quá sức và cô lập", ông ta trở nên là "hà khắc và cáu kỉnh vĩnh viễn." Sau thất bại ở Stalingrad sự đầu hàng của một phần tư triệu người lính ở Tunisia, vụ đánh bom các thành phố của đức, và rút lui các U-thuyền từ đại Tây dương, Hitler đã cho thấy nhiều "thất vọng, thất vọng, và tăng lạc quan ảo tưởng," nhưng vẫn còn "biểu hiện  tin tưởng vào chiến thắng cuối cùng." Speer nói, Hitler đôi khi "có thể nhận ra sự tuyệt vọng của một tình huống, nhưng ông không thể rung lay kì vọng của mình rằng tại thời điểm cuối cùng số phận sẽ thay đổi thủy triều về phía mình.":399–405,483
Vào ngày 24 tháng 1 năm 1945, trong hội nghị hàng ngày của Hitler,ông nói rằng Hitler đã tuyên bố "Trong tương lai, bất cứ ai nói với bất cứ ai khác rằng chiến tranh đã thua sẽ được đối xử như là một kẻ phản bội, với tất cả những hậu quả cho hắn và gia đình của hắng. Tôi sẽ hành động mà không quan tâm đến cấp bậc và uy tín.":566–567

Sau khi họp với Hồng y Michael von Faulhaber năm 1936, Hitler tâm sự với Speer, 
"Có hai khả năng đối với tôi:giành chiến thắng với tất cả kế hoạch của tôi, hoặc thất bại. Nếu tôi thắng, tôi sẽ có một trong những người đàn ông vĩ đại nhất trong lịch sử. Nếu tôi thất bại, tôi sẽ bị kết tội, bị khinh bỉ, và nguyền rủa".:157

## Chương Trình Vũ Khí
Bắt đầu vào tháng 4 năm 1942, Speer đã trở thành tiềm năng của Đức trong việc phát triển nghiên cứu hạt nhân, trong lời nói, "một vũ khí  có thể tiêu diệt cả thành phố." Werner Heisenberg nói với Speer"giải pháp khoa học đã được tìm thấy và lý thuyết thì không có gì đứng giữa một tòa nhà và quả bom." Phát triển và sản xuất sẽ mất ít nhất là hai năm. Điều này dẫn đến sự phát triển của máy gia tốc đầu tiên của Đức. Bởi mùa thu năm 1942 tuy nhiên, ước tính khoảng thời gian cho việc phát triển một loại vũ khí đã tăng lên ba bốn năm, quá lâu để tác động đến cuộc chiến. Thay vào đó, việc phát triển đã chuyển sang một "uranium động cơ," dùng  trong tàu ngầm hải quân. Cuối cùng, vào mùa hè của năm 1943, Speer cho ra 1200 tấn uranium  sử dụng trong đạn dược rắn. Ông nói rằng thậm chí nếu Đức tập trung tất cả các nguồn tài nguyên của nó, nó phaỏi đến năm 1947 trước khi họ có thể có một quả bom nguyên tử.:314–320
Speer mô tả dự án Me 262,cánh máy bay phản lực, một quả bom bay điều khiển từ xa, một tên lửa bay, một tên lửa tên lửa dựa trên dẫn đường hồng ngoại, thiết kế cho  phản lực bay ném bom với phạm vi tấn công New York, và một quả ngư lôi dựa trên sóng siêu âm. Trong lời nói, "một dự án dư thừa đang phát triển." Speer than thở sự lạm dụng vũ khí của Hitler.  Ví dụ, sử dụng Me 262 như một máy bay ném bom thay vì một cường kích, như nó đã được thiết kế ban đầu. Ông cũng trích dẫn sử dụng các V-2 là một vũ khí khủng bố, chứ không phải tiếp tục phát triển của tên phòng thủ mặt-đối-không. Trong lời nói của Speer, "tôi nghĩ rằng tên lửa này, cùng với các máy bay chiến đấu, có thể đã đánh bại các không quân  đồng Minh phương Tây' chống lại ngành công nghiệp chúng tôi từ mùa xuân năm 1944.":488–498,569
Vào mùa thu năm 1944, Speer mô tả "nỗ lực cuối cùng" trong vũ khí, bao gồm một "phản lực chiến đấu động cơ  duy nhất ", "tàu ngầm một người", "máy bay tên lửa tự sát". Đáng ngại nhất, ông mô tả sản xuất khí độc như mù tạt khí và tabun. Hitler, như Speer nói, "đã luôn luôn từ chối chiến tranh khí độc, nhưng bây giờ ám chỉ một tình huống  rằng sử dụng khí độc có thể ngăn chặn sự tiến công của quân đội liên Xô. Khi không có ai ở hội nghị nói lên trong đồng ý, Hitler đã không quay trở lại chủ đề.":552–554

## Thiêu hủy và lao động khổ sai
Speer so sánh  công việc của mình trên danh nghĩa của Đức quốc xã với một người đàn ông thỏa thuận với Quỷ dữ. Speer nói, "Sau nhiều năm với những nỗ lực thất vòng...Tôi đã bán linh hồn tôi...Tôi đã tìm thấy qủy dữ.:65–66
Speer liên quan với trại tập trung tù nhân như lao động đến khi Hitler đồng ý với Himmler rằng họ được sử dụng cho các dự án bí mật V-2. Speer cam kết với các lãnh đạo SS dẫn đến sự ra đời của Mittelwerk (Trung tâm Hoạt động) cho ngầm sản xuất loại V-2. Speer nhận ra, tr "điều kiện vô nhân đạo trong nhà máy vô nhân đạo." Anh ấy nói, "điều kiện vệ sinh không đủ, bệnh dịch lan tràn; các tù nhân đã được đóng quân ngay trong hang động ẩm ướt, và kết quả là tỷ lệ người tử vong trong số chúng cực cao." Giám sát y tế riêng của Speer "mô tả những điều kiện vệ sinh tại Trung tâm Hoạt động trong màu sắc đen tối," và những người làm việc ở những hang động "đã rõ ràng là lãng phí.":498–505
Speer thừa nhận rằng "cảnh tượng của những người đau khổ tác động đến cảm xúc của tôi, nhưng không phải hành động của tôi." Bạn của Speer Karl Hanke thậm chí còn khuyên ông không bao giờ kiểm tra một trại tập trung, đề cập đến trại Auschwitz, Karl thấy khó chịu sau khi ông ghé thăm. Ông thừa nhận, "tôi đã không điều tra-vì tôi không muốn biết chuyện gì đã xảy ra ở đó." Ông ấy nói rằng tại các phiên tòa xét xử, ông nói, "...đã chia sẻ trách nhiệm cho tất cả những việc xảy ra," và rằng ông "...đã bị ô nhiễm nặng nề về mặt đạo đức..." Cuối cùng, Speer nói, "bởi vì tôi thất bại lúc đó, tôi vẫn cảm thấy, vào ngày này, chịu trách nhiệm về trại Auschwitz trong ý thức cá nhân.":506–507

## Valkyrie
Về mối quan hệ với quân đội của Hitler, Speer nói, "lúc nào cũng vậy, Hitler ra lệnh  uốn cong ở phía trước với tất cả giá nào, và lúc nào các lực lượng của liên Xô sẽ săn sàng tràn vào vị trí trong một vài ngày hay vài tuần. Sau các cơn thịnh nộ khác, tố cáo của các sĩ quan, khiếu nại với những người lính đức...Nhiều sĩ quan tốt tham gia âm mưu chống lại Hitler." Sau những thất bại trong việc đánh bom, Hitler ban đầu nghi ngờ  một thành viên của Tổ chức Todt của Speer, khi nó đã được tiết lộ vụ đánh bom xảy ra ở doanh trại của Speer, trong khi Tổ chức Todt  gia cố các hầm của Hitler. Nghi ngờ cuối cùng đã xuất hiện khi nó đã được tiết lộ những kẻ âm mưu kế hoạch bao gồm một ký hiệu rằng Speer không được hỏi cho đến sau cuộc đảo chánh. Tuy nhiên, ông đã buộc phải giữ lòng trung thành một cuộc họp tại Bộ Vụ của mình.Ông đưa ra một bài diễn văn kết thúc với Sieg Heil, lần đầu tiên trong cuộc sống của mình, nhưng sau đó đã từ chối cho xem một bộ phim bao gồm việc thực hiện của những kẻ âm mưu. Speer thất bại việc để những kẻ âm mưu để không kiểm soát đài phát thanh, hoặc ngăn chặn Goebbels gọi điện thoại với Hitler. Tuy nhiên, ông đã kết luận tại thời điểm đó, "một cuộc nổi dậy trong tình trạng hiện tại như một thảm họa.":416-417,515-517,522-523527-528,531

## Thích nghi
Cuốn sách đã được thực hiện thành một phim truyền hình cùng tên vào năm 1982 với sự tham gia của Rutger Hauer trong vai Speer, được phát sóng trên mạng truyền hình bởi các American Broadcasting Company (ABC). Bộ phim phát hành phần lớn từ hồi ký, nhất là trong miêu tả nhận thức của Speer về tội ác đức quốc xã. Trong hồi ký của ông đề cập đến sự bắt bớ  người Do Thái trong những năm 1930. Sau đó, ông nói rằng không có cách nào để ông có thể biết được điều gì đã xảy ra với người do Thái. Tuy nhiên, không cần bất kỳ kiến thức bí mật về các chi tiết chính xác của chương trình  chính phủ để biết rằng người do Thái đã bị đánh và bị tước đoạt và đã biến mất khỏi xã hội Đức. Bộ phim nhận ra mâu thuẫn này, ví dụ, nó miêu tả phản ứng của Speer, hoặc là cụ thể,là thiếu phản ứng, đến Kristallnacht.